# Eupithecia tuvinica
Eupithecia tuvinica är en fjärilsart som beskrevs av Jaan Viidalepp 1976. Eupithecia tuvinica ingår i släktet Eupithecia och familjen mätare. Inga underarter finns listade i Catalogue of Life.